# Mainwaringia
Genre
Synonymes
- Melania (Mainwaringia) G. Nevill, 1885[1]

Mainwaringia est un genre de mollusques gastéropodes de la famille des Littorinidae.

## Liste d'espèces
Selon World Register of Marine Species (14 février 2021) :
- Mainwaringia dantaae Fang, Peng, Zhang & He, 2012
- Mainwaringia leithii (E. A. Smith, 1876)
- Mainwaringia rhizophila Reid, 1986